# ترنس اسمیت (ورزشکار)
ترنس اسمیت (انگلیسی: Terence Smith; ۱۸ اکتبر ۱۹۳۲ – ۰ سپتامبر ۲۰۲۱) قایقران اهل بریتانیا بود.